# Saint-Germain-les-Paroisses

Saint-Germain-les-Paroisses este o comună în departamentul Ain din estul Franței.